# Carebara lilith
Carebara lilith (лат.) — вид мелких муравьёв рода Carebara из подсемейства мирмицины (Crematogastrini, Myrmicinae, Formicidae). Эндемик Кот-д’Ивуара (Западная Африка). Солдаты имеют фрагмотическую голову.

## Описание
Мелкие муравьи коричневатого цвета (ноги и усики желтоватые). Голова крупных рабочих (солдат) очень большая, субпрямоугольная, длиннее своей ширины (CI 86), имеет фрагмотическую форму (плоский верхний лобный диск) для затыкания входа в гнездо. Длина тела составляет 1—3 мм, длина головы солдат равна 0,75 мм (ширина головы солдат — 0,65 мм), длина головы рабочих равна 0,32—0,33 мм (ширина головы — 0,29—0,30 мм). Заднебоковые края головы солдат свнизу с мелкими шипами (рогами). Усики рабочих состоят из 10 члеников и имеют булаву из двух вершинных сегментов. Проподеум сзади угловатый. Скапус короткий, длина его у рабочих равна 0,21—0,22 мм (у солдат 0,18 мм).  Фасеточные глаза очень мелкие (состоят из 1 омматидия), оцеллии отсутствуют. Стебелёк между грудью и брюшком состоит из двух члеников: петиолюса и постпетиолюса (последний чётко отделён от брюшка). От близких видов отличается следующими признаками: доли цефалического щита длиннее и закрывают большую часть переднелатеральных долей наличника; центр цефалического щита плоский, пунктированный, с конусовидными железистовидными структурами.

## Систематика и этимология
Вид был описан в 2015 году по материалам из Кот-д’Ивуара. Вид включён в видовую группу C. phragmotica group, для которой характерны солдаты с фрагмотической головой с плоским верхним диском. Есть ещё несколько видов Carebara, у которых голова фрагмотической касты плоская, но не усечена, как у C. colobopsis. Афротропический вид Carebara phragmotica имеет диморфную подкасту солдат. Один из типов солдат имеет уплощённо-щитовидную форму головы, а другой — обычную. К другим афротропическим видам относятся Carebara lilith и Carebara elmenteitae (Patrizi, 1948). Азиатские виды Carebara butteli (Forel, 1913) и Carebara nayana (Sheela & Narendran, 1997) имеют фрагмотических солдат с вдавленной морфологией головного щита, а солдаты с типичной головой не известны. Азиатская Carebara lamellifrons (Forel, 1902) известна только по её фрагмотическому голотипу-королеве. Фрагмотическая голова C. colobopsis с усечённым передним краем больше похожа на таковую у Crematogaster cylindriceps W. M. Wheeler, 1927 (Малайзия), Pheidole lamia W. M. Wheeler, 1901 (Мексика, США) и Tetraponera phragmotica Ward, 2006 (Мадагаскар), чем на таковую у других фрагмотических видов Carebara.
Видовое название C. lilith происходит от древнееврейского имени Лилит, женщины-демона в еврейской мифологии. Название является существительным в приложении и, таким образом, неизменяемым.